# Ectinohoplia latipes
Ectinohoplia latipes är en skalbaggsart som beskrevs av Gilbert John Arrow 1921. Ectinohoplia latipes ingår i släktet Ectinohoplia och familjen Melolonthidae. Inga underarter finns listade i Catalogue of Life.